# Ichnopus pelagicus
Ichnopus pelagicus är en kräftdjursart som beskrevs av Schellenberg 1926. Ichnopus pelagicus ingår i släktet Ichnopus och familjen Lysianassidae. Inga underarter finns listade i Catalogue of Life.